# Lega Italiana Federalista
La Lega Italiana Federalista è stato un partito politico italiano di tendenza federalista e liberale, attivo per un breve periodo a metà degli anni novanta.

## Storia
Il partito fu fondato il 13 febbraio 1995 da alcuni esponenti della Lega Nord, tra i quali Luigi Negri, Enrico Hüllweck e Giorgio Vido. Sergio Cappelli fu designato coordinatore federale durante il congresso fondativo a Genova. La maggior parte dei membri aveva lasciato Umberto Bossi in disaccordo con la sua decisione di affossare il governo Berlusconi I nel dicembre del 1994.
All'epoca la Lega Nord era divisa tra coloro che appoggiavano il nuovo corso del partito e quelli che volevano continuare l'alleanza con Forza Italia guidata da Silvio Berlusconi. Tra questi ultimi figurava anche Roberto Maroni, Ministro dell'interno uscente e numero due del partito. La decisione di Bossi lo portò a prendere una pausa di riflessione l'11 febbraio. I membri della LIF speravano che Maroni avrebbe aderito al loro partito (per diventarne il leader) e cercarono di convincerlo a correre come loro candidato per la presidenza della Regione Lombardia. Contrariamente a quanto molti si aspettavano, Maroni non lasciò la Lega Nord e ritornò alla politica attiva in luglio.
Questo, unito allo scarso risultato della LIF alle elezioni amministrative del 1995, fu un duro colpo per il movimento. Fu così che una parte consistente della LIF decise di aderire ai Federalisti e Liberaldemocratici (FLD) di Furio Gubetti e Raffaele Costa (leader dell'Unione di Centro); altri, tra cui Negri, aderirono all'Unione Federalista di Gianfranco Miglio.
Successivamente, il 20 dicembre 1995, la maggior parte dell'Unione Federalista, compreso Luigi Negri, si unì al gruppo parlamentare dei FLD alla Camera.
Alle elezioni politiche del 1996, il partito si presentò alla Camera unicamente nel collegio uninominale di Adria.